# Reitan AS

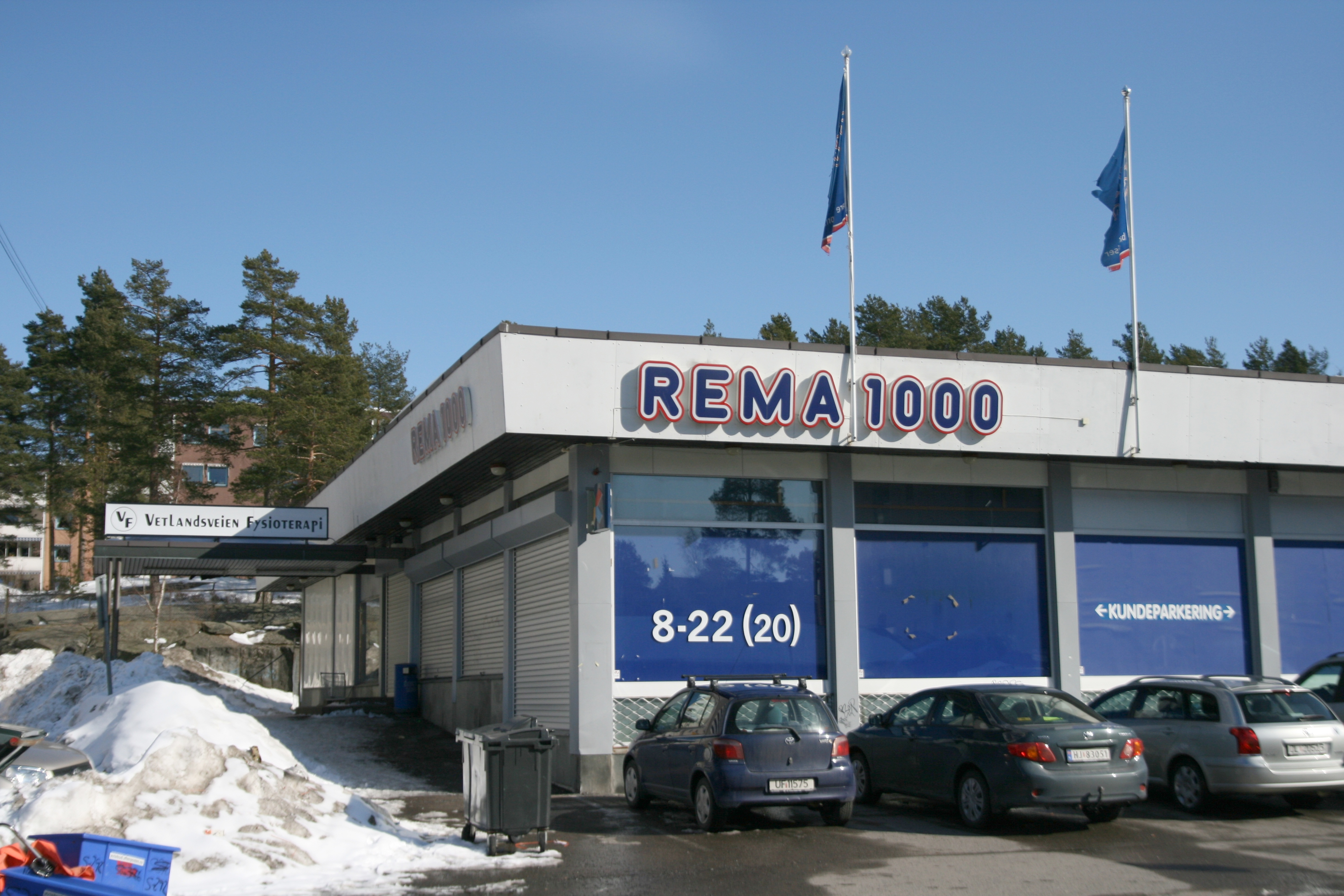
REMA 1000-butiken på Vetlandsveien i Opsal i Norge.

Reitan AS, tidigare Reitangruppen, är en norsk familjeägd företagsgrupp inom detaljhandel, fastighetsförvaltning och kapitalförvaltning som bedriver franchising. Huvudkontoret ligger i Lade Gaard i Trondheim.

## Historia
Reitan har sitt ursprung 1948 med etablerandet av  O. Reitan Kolonial i Trondheim av Margit och Ole Reitan. År 1964 öppnades självbetjäningsbutiken Reitans Snarkjøp i Havstein i Trondheim, efter tre år omdöpt till Supermarked. Lågprisbutiken AS Sjokkpris i Trondheim tillkom 1972 och företaget byggdes därefter snabbt upp av Ole Reitan och hans son Odd Reitan på 1970- och 1980-talen. Idag är Odd och hans söner Ole Robert och Magnus Reitan ägare till företaget.

## Verksamhet
Reitan driver bland annat kedjorna Pressbyrån, 7-Eleven (i Sverige, Norge och Danmark), R-kioski (i Finland, Estland och Litauen), Rema 1000, Narvesen, Uno-X (Norge och Danmark) och Lietuvos Spauda. Bolaget hade 3801 butiker i Norden och Baltikum år 2022. Företaget äger också 884 000 kvadratmeter i olika fastigheter och förvaltar 7,8 miljarder NOK genom dotterbolagen Reitan Eiendom och Reitan Kapital. Reitan Retail driver sin verksamhet huvudsakligen genom franchising.
I Sverige äger Reitangruppen varumärkena Pressbyrån, 7-Eleven och PBX genom bolaget Reitan Convenience Sweden AB.